# Director of the Federal Bureau of Investigation
Der Director of the Federal Bureau of Investigation ist ein Regierungsbeamter der Vereinigten Staaten von Amerika und Leiter der Bundespolizei Federal Bureau of Investigation (FBI). Er untersteht dem United States Attorney General (deutsch Generalbundesanwalt), welcher in der US-Regierung gleichzeitig das Amt des Justizministers darstellt. Zudem erstattet er in Nachrichtendienstlichen Angelegenheiten und Terrorismusabwehr dem 2004 nach dem Intelligence Reform and Terrorism Prevention Act eingeführten Director of National Intelligence (DNI) Bericht. Er wird vom Präsidenten ernannt und muss vom Senat mit einer einfachen Mehrheit, („50% + 1“) bestätigt werden.
Der derzeitige Director of the Federal Bureau of Investigation ist Kash Patel.

## Aufgaben
Der Director of the Federal Bureau of Investigation ist Leiter des Federal Bureau of Investigation sowie der zugehörigen Unterabteilungen dem National Crime Information Center (NCIC), dem Criminal Justice Information Services (CJIS), der Counterterrorism Division (CTD), der FBI Police (FBIP) und der Critical Incident Response Group (CIRG) mit der Behavioral Analysis Unit (BAU) und dem berühmten Hostage Rescue Team (HRT).

## J. Edgar Hoover
J. Edgar Hoover war der wohl berühmteste Direktor des FBI. Er leitete das Federal Bureau of Investigation – bis 1935 Bureau of Investigation (BOI) – 48 Jahre lang bis zu seinem Tod am 2. Mai 1972. Er hat somit das Vierfache der Dienstzeit des bisher am zweitlängsten amtierenden Direktors Robert Mueller erreicht.

## Bisherige Direktoren

### Bureau of Investigation (BOI) (1908 bis 1935)
| Bild | Name               | Amtszeit                          | Bemerkungen   |
| ---- | ------------------ | --------------------------------- | ------------- |
|      | Stanley Finch      | 26. Juli 1908 – 30. April 1912    |               |
|      | A. Bruce Bielaski  | 30. April 1912 – 10. Februar 1919 |               |
|      | William E. Allen   | 10. Februar 1919 – 30. Juni 1919  | kommissarisch |
|      | William J. Flynn   | 1. Juli 1919 – 21. August 1921    |               |
|      | William John Burns | 22. August 1921 – 10. Mai 1924    |               |
|      | J. Edgar Hoover    | 10. Mai 1924 – 30. Juni 1935      |               |

### Federal Bureau of Investigation (FBI) (seit 1935)
| Bild | Name                | Amtszeit                              | Bemerkungen                                                            |
| ---- | ------------------- | ------------------------------------- | ---------------------------------------------------------------------- |
|      | J. Edgar Hoover     | 1. Juli 1935 – 2. Mai 1972            | bis zu seinem Tod im Jahre 1972                                        |
|      | Patrick Gray        | 2. Mai 1972 – 27. April 1973          | kommissarisch für 11 Monate                                            |
|      | William Ruckelshaus | 30. April 1973 – 9. Juli 1973         | kommissarisch für 3 Monate                                             |
|      | Clarence M. Kelley  | 9. Juli 1973 – 15. Februar 1978       |                                                                        |
|      | James B. Adams      | 15. Februar 1978 – 23. Februar 1978   | kommissarisch für 8 Tage                                               |
|      | William H. Webster  | 23. Februar 1978 – 25. Mai 1987       |                                                                        |
|      | John E. Otto        | 26. Mai 1987 – 2. November 1987       | kommissarisch für 7 Monate                                             |
|      | William S. Sessions | 2. November 1987 – 19. Juli 1993      | durch Präsident Clinton mit sofortiger Wirkung entlassen               |
|      | Floyd I. Clarke     | 19. Juli 1993 – 1. September 1993     | kommissarisch für 2 Monate                                             |
|      | Louis Freeh         | 1. September 1993 – 25. Juni 2001     | quittierte nach acht Jahren des Zehnjahresvertrags den Dienst          |
|      | Thomas J. Pickard   | 25. Juni 2001 – 4. September 2001     | kommissarisch für 3 Monate                                             |
|      | Robert Mueller      | 4. September 2001 – 4. September 2013 | wurde vom Senat mit einer 98:0-Mehrheit bestätigt                      |
|      | James B. Comey      | 4. September 2013 – 9. Mai 2017       | durch Präsident Trump mit sofortiger Wirkung entlassen                 |
|      | Andrew McCabe       | 9. Mai 2017 – 2. August 2017          | kommissarisch, ehemaliger stellvertretender Direktor                   |
|      | Christopher A. Wray | 2. August 2017 – 19. Januar 2025      | Am 1. August 2017 durch den Senat der Vereinigten Staaten bestätigt.   |
|      | Kash Patel          | seit dem 20. Februar 2025             | Am 20. Februar 2025 durch den Senat der Vereinigten Staaten bestätigt. |